# Sisyrinchium subalpinum
Sisyrinchium subalpinum är en irisväxtart som beskrevs av James Emil Henrich och Peter Goldblatt. Sisyrinchium subalpinum ingår i släktet gräsliljor, och familjen irisväxter. Inga underarter finns listade i Catalogue of Life.